# コマルカ・ダ・バルカーラ
コマルカ・ダ・バルカーラ（Comarca da Barcala）はガリシア州ア・コルーニャ県のコマルカで、同県の南西部に位置する。
ア・バーニャ、ネグレイラの2自治体によって構成される。
隣接するコマルカは、北から西がコマルカ・ド・シャージャス、東から南がコマルカ・デ・サンティアーゴ、南西がコマルカ・デ・ノイアである。
面積は213.1km²で、2010年の人口は11,349人（2007年：11,126人）。コマルカの中心となっている地区は自治体ネグレイラのネグレイラ教区内のネグレイラ地区。カスティーリャ語表記はComarca de La Barcala。

## 地理
| コマルカ・ダ・バルカーラの構成自治体（2010年）         |            |             |                    |
| 自治体                                                 | 人口（人） | 面積（km²） | 人口密度（人/km²） |
| ア・バーニャ                                           | 4,320      | 98.0        | 44.1               |
| ネグレイラ                                             | 7,029      | 115.1       | 61.1               |
| 計                                                     | 11,349     | 213.1       | 53.3               |
| 出典: INE（スペイン国立統計局）、IGE（ガリシア統計局） |            |             |                    |